# Нефтяник (баскетбольный клуб)
«Нефтя́ник-Титан» — российский женский баскетбольный клуб из клуб из Омской области. Основан в 1965 году. До 1970 года носил название «Спартак». В настоящее время клуб выступает в Премьер-Лиге.

## Достижения
- 12-е место в 1-й лиге чемпионата СССР.
- серебряный призёр чемпионата РСФСР 1966.
- победитель первенства ЦС ДСО «Труд» 1976.
- победитель розыгрышей Кубка Сибири и Дальнего Востока 1988.

- 3-кратный серебряный (2014, 2017, 2018) и 4-кратный бронзовый (2015, 2016, 2019, 2020) призёр чемпионатов России среди команд 1-го дивизиона суперлиги (суперлиги Б).

## История
В 1965 году в Омске была образована женская баскетбольная команда «Спартак». Первый тренер — С. В. Николаенко. Под его руководством играли Н. Хасанова, В.Соглаева, Т.Федюкина, А.Ершова, Н.Ляликова, Л.Хрякова, Л.Мыскина, Л.Пушнова, Л.Белоусова, Н. Романюк, А.Герасимова. В 1970 команда переименована в «Нефтяник». В 1966 стала финалистом чемпионата РСФСР, а год спустя выиграла Кубок ДСО «Труд». В 1977 «Нефтяник» дебютировал в чемпионате СССР, где занял 12-е место (из 18 команд) в первой лиге (второй по значимости дивизион), но в 1978 стал лишь 17-м и в качестве худшей команды РСФСР выбыл из числа участников чемпионатов Советского Союза.
В 1995—2006 «Нефтяник» играл в высших лигах «А» и «Б» чемпионатов России, а в 2006 получил право на повышение в классе и с сезона 2006/2007 выступает во втором по значимости дивизионе российского чемпионата — 1-м дивизионе суперлиги (до 2015 — суперлига «Б»), в котором команда 7 раз становилась призёром.
По итогам чемпионатов России в 1-м дивизионе суперлиги 4 баскетболистки признавались лучшими в своих амплуа: Елена Ёлгина (Мишкарёва) — лучшей разыгрывающей в 2014—2017, Марина Шевелёва — лучшим лёгким форвардом в 2014 и лучшим тяжёлым форвардом в 2020, Виктория Едомаха — лучшим тяжёлым форвардом в 2017, Ксения Чинаева (Корниенко) — лучшей центровой в 2018 и 2019.
За время существования команды подготовлены «мастера спорта» : Л.Апыхтина, Г.Ковтун, Н.Хасанова, Н.Ляликова, Е.Мищенко, Е.Максимова, Н.Герасимова, Е.Кузнецова, Т.Неворотова, В.Чайко, И.Литвиненко, И.Бесман, М.Григорьева, Н.Чайка, С.Бахарева, Л.Самсонова, Е.Егорова, С.Грязнова, Н.Хомченко, Е. Пукас, Н.Гурова, Е.Корсакова, Н.Дежурова, О.Завьялова, Е.Лазуткина, И.Юдина, Л.Николаева, В.Дудкина, А.Юрлагина, Н. Рышкова, А.Матвеева.
В августе 2023 года генеральным партнёром команды стала Группа Компаний «Титан». Начиная сезона 2023/2024 годов команда выступает под видоизменённым названием «Нефтяник-Титан».

### Чемпионат и Кубок России
| Сезон   | Лига         | Место | Кубок*                             | Примечания                            |
| ------- | ------------ | ----- | ---------------------------------- | ------------------------------------- |
| 2001/02 | Высшая лига  | 5     |                                    |                                       |
| 2002/03 | Высшая лига  | 7     |                                    |                                       |
| 2003/04 | Высшая лига  | 8     | 1/64 финала                        |                                       |
| 2004/05 | Высшая лига  | 5     | 1/16 финала                        |                                       |
| 2005/06 | Высшая лига  | 4     | не участвовали                     | Вышел в Суперлигу Б                   |
| 2006/07 | Суперлига Б  | 15    | 1/4 финала Кубка Кузина            |                                       |
| 2007/08 | Суперлига Б  | 12    | групповой этап Кубка Кузина        |                                       |
| 2008/09 | Суперлига Б  | 6     | групповой этап Кубка Кузина        |                                       |
| 2009/10 | Суперлига Б  | 4     | групповой этап Кубка Кузина        |                                       |
| 2010/11 | Суперлига    | 4     | групповой этап Кубка Кузина        |                                       |
| 2011/12 | Суперлига    | 6     | групповой этап Кубка Кузина        |                                       |
| 2012/13 | Суперлига    | 5     | групповой этап Кубка Кузина        |                                       |
| 2013/14 | Суперлига    | 2     | 1/8 финала                         | Высшее достижение в Чемпионате России |
| 2014/15 | Суперлига    | 3     | 1/8 финала                         |                                       |
| 2015/16 | Суперлига-1  | 3     | Второй групповой этап Кубка России |                                       |
| 2016/17 | Суперлига-1  | 2     | 1/8 финала                         | Высшее достижение в Чемпионате России |
| 2017/18 | Суперлига-1  | 2     | 1/8 финала                         | Высшее достижение в Чемпионате России |
| 2018/19 | Суперлига-1  | 3     | 1/8 финала                         |                                       |
| 2019/20 | Суперлига-1  | 3     | 1/8 финала                         |                                       |
| 2020/21 | Суперлига-1  | 5     | групповой этап                     |                                       |
| 2021/22 | Суперлига-1  | 2     | 1/4 финала                         | Высшее достижение в Кубке России      |
| 2022/23 | Премьер-лига | 10    |                                    |                                       |

## Арена
С 2020 года домашние матчи команда проводит в «СК имени Ивана Дворного» (адрес в Омске: ул. Дианова, 14а). Вместимость трибун — 500 человек.
В 1969—2014 домашней ареной команды служил спортивный зал павильона «Сибирский нефтяник», в 2014—2020 — спортивно-культурный центр «Авангард».

## Баскетбольный клуб «Нефтяник-Титан»
- Директор — Роман Гусев.
- Начальник команды — Андрей Лазуткин.
- Пресс-атташе — Дмитрий Кунгурцев.
- Видеооператор — Илья Хворов.
- Менеджер — Евгения Пузырёва.
- Маркетолог — Татьяна Живина.

## Текущий состав
| \| Поз. \| № \| Гражд. \| Имя \| Дата рождения (возраст) \| Рост \| Вес \| Звание \| \| ---- \| -- \| ------ \| -------------------- \| ------------------------ \| ------ \| ----- \| ------ \| \| АЗ \| 2 \| \| Староверова Елена \| 20 июля 2004 (20 лет) \| 179 см \| 62 кг \| \| \| ЛФ \| 3 \| \| Левченко Дарья \| 21 июля 1994 (30 лет) \| 180 см \| 72 кг \| \| \| АЗ \| 5 \| \| Тайлер Си Скейф \| 13 декабря 1994 (30 лет) \| 175 см \| \| \| \| ЛФ \| 7 \| \| Матвеева Арсения \| 12 февраля 2000 (25 лет) \| 181 см \| 65 кг \| \| \| АЗ \| 10 \| \| Максимова Анастасия \| 26 ноября 1992 (32 года) \| 180 см \| 70 кг \| \| \| АЗ \| 11 \| \| Головченко Екатерина \| 11 ноября 1994 (30 лет) \| 174 см \| 63 кг \| \| \| ЛФ \| 13 \| \| Черепанова Мария \| 28 августа 1987 (37 лет) \| 190 см \| 70 кг \| \| \| ЛФ \| 17 \| \| Мария Савина \| 16 января 1988 (37 лет) \| 188 см \| 72 кг \| \| \| ТФ \| 24 \| \| Хамитова Альбина \| 17 марта 1994 (31 год) \| 185 см \| 67 кг \| \| \| Ц \| 32 \| \| Пачурина Анна \| 7 июля 1995 (30 лет) \| 195 см \| 85 кг \| \| \| Ц \| 44 \| \| Егорова Дарья \| 1 августа 2000 (24 года) \| 190 см \| 80 кг \| \| \| РЗ \| 46 \| \| Корсакова Виктория \| 10 августа 1999 (25 лет) \| 170 см \| 58 кг \| \| \| РЗ \| 77 \| \| Крылова Екатерина \| 3 декабря 2000 (24 года) \| 173 см \| 53 кг \| \| \| АЗ \| 78 \| \| Захарова Юлия \| 28 декабря 1998 (26 лет) \| 175 см \| 65 кг \| \| | Главный тренер - Лазуткина Елена Ассистенты тренера - Гуляев Алексей - Предыбайло Дмитрий Легенда - (К) — Капитан команды Последнее изменение: 23 октября 2023 года |             |                      |                          |        |       |        |
| Поз. | № | Гражд.      | Имя                  | Дата рождения (возраст)  | Рост   | Вес   | Звание |
| АЗ | 2 | Флаг России | Староверова Елена    | 20 июля 2004 (20 лет)    | 179 см | 62 кг |        |
| ЛФ | 3 | Флаг России | Левченко Дарья       | 21 июля 1994 (30 лет)    | 180 см | 72 кг |        |
| АЗ | 5 | Флаг США    | Тайлер Си Скейф      | 13 декабря 1994 (30 лет) | 175 см |       |        |
| ЛФ | 7 | Флаг России | Матвеева Арсения     | 12 февраля 2000 (25 лет) | 181 см | 65 кг |        |
| АЗ | 10 | Флаг России | Максимова Анастасия  | 26 ноября 1992 (32 года) | 180 см | 70 кг |        |
| АЗ | 11 | Флаг России | Головченко Екатерина | 11 ноября 1994 (30 лет)  | 174 см | 63 кг |        |
| ЛФ | 13 | Флаг России | Черепанова Мария     | 28 августа 1987 (37 лет) | 190 см | 70 кг |        |
| ЛФ | 17 | Флаг России | Мария Савина         | 16 января 1988 (37 лет)  | 188 см | 72 кг |        |
| ТФ | 24 | Флаг России | Хамитова Альбина     | 17 марта 1994 (31 год)   | 185 см | 67 кг |        |
| Ц | 32 | Флаг России | Пачурина Анна        | 7 июля 1995 (30 лет)     | 195 см | 85 кг |        |
| Ц | 44 | Флаг России | Егорова Дарья        | 1 августа 2000 (24 года) | 190 см | 80 кг |        |
| РЗ | 46 | Флаг России | Корсакова Виктория   | 10 августа 1999 (25 лет) | 170 см | 58 кг |        |
| РЗ | 77 | Флаг России | Крылова Екатерина    | 3 декабря 2000 (24 года) | 173 см | 53 кг |        |
| АЗ | 78 | Флаг России | Захарова Юлия        | 28 декабря 1998 (26 лет) | 175 см | 65 кг |        |

- Главный тренер — Елена Лазуткина.
- Старший тренер — Алексей Гуляев.
- Тренер — Дмитрий Предыбайло.
- Врач — Вячеслав Шуплецов
- Массажист — Аносов Дмитрий